# Sturlićka Platnica
Sturlićka Platnica är en ort i Bosnien och Hercegovina.   Den ligger i entiteten Federationen Bosnien och Hercegovina, i den nordvästra delen av landet, 240 km nordväst om huvudstaden Sarajevo. Sturlićka Platnica ligger 307 meter över havet och antalet invånare är 788.
Terrängen runt Sturlićka Platnica är platt åt sydväst, men åt nordost är den kuperad. Runt Sturlićka Platnica är det ganska tätbefolkat, med 93 invånare per kvadratkilometer.. Närmaste större samhälle är Cazin, 12,7 km sydost om Sturlićka Platnica. 
Omgivningarna runt Sturlićka Platnica är en mosaik av jordbruksmark och naturlig växtlighet.